# CJ7
CJ7; Сьомий (Cheung Gong 7 hou) — гонконгсько-китайський науково-фантастичний фільм 2008 року. Автор ідеї, продюсер та режисер Стівен Чоу. Фільм випущено січнем 2008 року в Гонконзі; показаний у США 14 березня 2008 року.

## Про фільм
Чоу Ті — бідний будівельник, який живе в нетрях. Після смерті дружини він сам виховує сина Дікі.
Маючи бажання, щоб його дитина піднялася в житті набагато вище, ніж він сам, Чоу витрачає майже всі свої гроші на навчання сина в елітній приватній школі. Однокласники Дікі — діти із заможних сімей, які знущаються з хлопця через його забруднений одяг і розтоптане взуття. Вони граються найдорожчими іграшками, про які Дікі може тільки мріяти.
Одного разу, шукаючи на смітнику взуття для сина, Чоу знаходить щось схоже на м'яч. Він бере річ для сина.
Незабаром з'ясовується, що це космічна іграшка, залишена на Землі гостями з іншої планети.

## Знімались
| Актор       | Роль      |
| ----------- | --------- |
| Стівен Чоу  | Чоу Ті    |
| Чжан Юці    | Юен       |
| Сюй Цзяо    | Дікі      |
| Хуанг Лей   | Джонні    |
| Лам Чі-Чжун | начальник |
| Лі Шанчжен  | Цао       |